# Osmanski napad na Hvar 1571.
Osmanski napad na Hvar, vojna operacija osmanskih pomorskih snaga. Trajala je od 15. kolovoza do 17. kolovoza 1571. godine. Osmansku flotu predvodio je alžirski potkralj Uluz–Alija (Uluç-Ali, Uluč-Ali) i zapovjednik Valone Karakoz (Karakozija).:111.

## Uvodni događaji
Brodovlje kršćanske Svete lige okupilo se u Messini. Kršćanske države okupile su se u savez koji je potaknuo papa Pio V. za pomoći Famagosti na Cipru koji je bio pod osmanskom opsadom. Konačni cilj kršćanske akcije bio je oslabiti osmansku moć na istočnom Sredozemlju. Listopada 1571. zbila se je poslije glasovita Bitka kod Lepanta. Tako su brojna mora ostala slabo čuvana. 
To je iskoristio alžirski beg (gusari s Berberske obale u Alžiru) Uluz-Ali (Ali-paša) i zapovjednik Valone Karakoz te su svojim brodovima dojedrili u Jadran,:112. zauzeli Ulcinj, Bar i Budvu te zatim u južne hrvatske vode.:112.
U dubrovačkom pomorju naišli su na mletačku galiju kojom je zapovijedao soprakomit Francesco Tron i napali su ju. Progon je trajao do dubrovačke luke. Mlečani su se spasili nasilnim uplovljavanjem u luku, prekinuvši željezni lučki lanac. Uluz-Ali je zatražio da mu izruče Mlečića, no Dubrovačka Republika je odbila. Na to je Uluz-Alija otplovio 13. kolovoza ka Korčuli. 15. kolovoza napao je grad Korčulu.:112. Zbog kvalitetno organizirane obrane mještana predvođenih arhiđakonom Rozanovićem, snažnoj buri, a prema živoj vjeri u mjesnom katoličkom puku i zagovora Blažene Djevice Marije koja je svojim zagovorom očuvala Korčulu od osvajačkih osmanskih napada:112., osmanske snage su odustale. 
Otplovile su ka Hvaru i Visu koje su napale još istog dana, a napad je trajao nekoliko dana.:112. U istom valu napali su Pučišća na otoku Braču.

## Zbivanja na Hvaru
Luka grada Hvara bila je već stoljećima zimovalište mletačke mornarice u Jadranu i najvažnija točka jadranskog plovnog puta. Hvar je već u nedavnoj prošlosti bio doživio osmanski napad 1539., kad su pored ostalih napadnuti Stari Grad i Sućuraj, pa su neki objekti bili utvrđeni.
Osmanlije su doplovile u ranu zoru, Iskrcale su se u uvali Pokonji dol (nasuprot istoimenog otočića), uvali koja je prva istočno od luke grada Hvara. Hvarani su topovskom paljbom spriječili osmanske osvajače od uplovljavanja u hvarsku luku. Zbog toga su Osmanlije otplovili zapadnije i uplovili u veliku uvalu Garšku, sigurnu od dometa topova. Na to su se Hvarani povukli u tvrđavu ili pobjegli u brda. U gradu je ostalo pet žena, od koje su tri Osmanlije sasjekli, a dvije odveli. Uslijedila je osmanska pljačka i palež. Prvo su opustošili kuće oko trga, pa predgrađe, pa grad. Sve su opljačkali, od bogatih palača do najsiromašnijih kuća. Spalili su oružarnicu sa svim što je u njoj bilo, Arsenal, kneževu palaču, komunalnu kancelariju, arhiv, polovinu predgrađa, sva skladišta i kuće oko njih, crkve i samostane. Nisu se usudili ozbiljnije napasti tvrđavu Forticu. Ondašnji kroničari zabilježili su da su tadašnji vojnici (posebno topnici) bili potpuno nespremni i s vrlo malo znanja i iskustva. 
Uluč-Ali (Uluz-Alija) se zatim zaputio ka Starom Gradu, Vrboskoj i Jelsi na sjevernoj strani otoka. Tvrdalj je spaljen u napadu. Uvelike su stradali dominikanski samostan i crkva sv. Petra Mučenika. Jelšani su pružili žilav otpor iz utvrđene crkve usred mjesta. Ne uspjevši ništa u Jelsi, krenuli su ka selima iznad Starogradskog polja. Pri tome je mnogo osmanskih vojnika poginulo u Pitvama. Čini se da su ih u navali na selo i klisure "Samotorac" mještani zasuli kamenjem i nagnali uzmaknuti natrag na brodove.
Stradali su Hvar, Stari Grad, Vrboska i Jelsa i još neka mjesta. U Uluz-Alijinom napadu nije stradao istok otoka, no do lepantske bitke i on je stradao. Mnogi su hvarski otočani sudjelovali u toj bitci, pa su mnoga mjesta ostala gotovo neobranjena. Osmanlije iz doline Neretve napali su Sućuraj koji tada nije imao obranu te su zapalili samostan i mjesto, a stanovnike koji nisu uspjeli pobjeći pobili ili odveli u roblje.

## Posljedice napada i utjecaj na arhitekturu
Napad je bio kratak ali strahovit i ostao je u kolektivnom sjećanju. Snažan dojam katastrofe koju su napravili otoku naveo je otočane da pojačaju obranu otočkih mjesta. Napad je inicirao živu urbanističku djelatnost u svrhu protuosmanke obrane i zaštite otočkih naselja Jelse i Vrboske. Jelšani su 1573. dodatno utvrdili svoju crkvu-tvrđavu ogradnim zidom. U Starom Gradu su obnovili i utvrdili crkvu sv. Petra Mučenika i dominikanski samostan za što je sredstva ostavio i Petar Hektorović. Ipak, poslije više nikad nije bilo većih osmanskih napada na otok.
- Obrambena kula, Dominikanski samostan i crkva sv. Petra u Starom Gradu, 16. stoljeće
- Kaštilac, kula stražarnica kod Vrboske, 16. stoljeće

## Izabrana literatura
- D. Berić, Nekoliko bilježaka o Turcima na Hvaru u XVI i XVII vijeku. Bilten Historijskog arhiva komune hvarske 2, Hvar 1960.